# Valérie Milot
 (janvier 2021).
Pour les articles homonymes, voir Milot.
Valérie Milot, née le 13 mai 1985 au Québec, est une harpiste soliste canadienne.

## Biographie
Initiée très tôt à la musique, Valérie Milot choisit la harpe à l’âge de 10 ans, après quelques années de piano. Si au premier abord, la harpe évoque romantisme et délicatesse, Valérie Milot y sentira plutôt vibrer l’énergie du lion. Jeune adulte, elle choisit de s’y consacrer entièrement pour développer un jeu puissant et mettre en valeur la versatilité insoupçonnée de son instrument.[réf. nécessaire] Elle complète sa formation aux Conservatoires de musique de Montréal et de Trois-Rivières, où elle est d’ailleurs professeure de harpe depuis 2015,.
En 2008, Valérie Milot obtient le Prix avec Grande Distinction au terme de ses études au Conservatoire et remporte le Prix d'Europe. Elle est la première harpiste à remporter cette bourse, qui lui permet d’étudier à New York auprès de Rita Costanzi. Plusieurs prix s’enchaînent par la suite : Révélation de l’année Radio-Canada, Prix d’interprétation au Concours International de harpe de la Cité des Arts de Paris, prix Jeune Soliste des Radios Francophones Publiques, prix Opus de la Découverte de l’année, Prix des arts de la scène Louis-Philippe-Poisson de la Ville de Trois-Rivières, Prix Trois-Rivières sans frontière pour son rayonnement à l’échelle nationale et internationale, ainsi que trois nominations au Gala l’Adisq.
En 2009-2010, Valérie Milot participe à une tournée Jeunesses Musicales Canada avec Marie-Ève Poupart au violon.
Si elle a déjà pu faire résonner son instrument sur des scènes internationales et lors de prestigieux festivals, l’année 2016/17 la met définitivement à l’avant-plan, alors qu’elle a la chance de se produire à titre de soliste avec orchestre à plus de 20 reprises. Valérie Milot est notamment « soliste en résidence » de l’Orchestre Métropolitain de Montréal pour cette saison avec qui elle offre une dizaine de concerts à la Maison Symphonique et en tournée sur l’île de Montréal aux côtés de Yannick Nézet-Seguin et Julian Kuerti. Parallèlement, Valérie Milot poursuit une tournée de concerts au Québec avec Les Violons du Roy et le chef Mathieu Lussier (à la suite du succès de leur disque de concertos), en plus d’une tournée de l’ouest canadien avec le violoniste Antoine Bareil. Elle forme aussi un nouveau trio avec celui-ci et le violoncelliste Stéphane Tétreault.
Valérie Milot a 7 disques à son actif sous le label Analekta.

## Citations de presse
« Il va sans dire que la finesse des dosages qui règne dans un partenariat Valérie Milot - Violons du Roy n’a pas vraiment de concurrence. Le plus sidérant est que notre harpiste, en état de grâce, ne pâlit pas devant le maître actuel de la discipline : Xavier de Maistre. Quel final de Boieldieu… et pour l’éternité ! »

— Le Devoir (Christophe Huss)

« Envoûtante, enchanteresse, féérique… Les qualificatifs ne manquent pas pour décrire la harpe, surtout jouée de manière aussi exquise. Mais attention, la fée Milot l’a mentionné : elle a un faible pour la musique du XXe siècle, très présente sur son excellent disque paru sur Analekta (Révélation - 1er opus de la harpiste). Son jeu était d’une musicalité confondante et ponctué de riches couleurs. Difficile de ne pas tomber sous le charme. Son interprétation du Larghetto du Concerto d’Haendel était d’une justesse dans le ton et d’une maturité admirable. »

— Le Soleil (Pierre Dallaire)

« Sa manière de toucher l’instrument dans une attitude grave et intense vous met, que vous le vouliez ou non, dans l’obligation de l’écouter attentivement. »

— Le Soleil (Richard Boisvert)

« Le toucher de Valérie Milot sur les cordes est aisé. Sa harpe et les notes s’éclipsent. Elles disparaissent sous ses doigts. Reste alors la perception d’une pureté musicale, un passage instantané vers le lieu qu’a dû imaginer le compositeur avant d’avoir écrit la première note. »

— The Chronicle Herald (Stephen Pedersen)

## Discographie
- 2015 - Orbis - Valérie Milot et plusieurs collaborateurs - Analekta AN 2 9880[8]
- 2013 - Handel, Boieldieu, Mozart (Concertos pour harpe) - Valérie Milot, Bernard Labadie et Les Violons du Roy - Analekta AN 2 9990
- 2012 - Aquarelles - Valérie Milot - Analekta AN 2 9986
- 2012 - Autour de Noël - Valérie Milot et Antoine Bareil - Analekta AN 2 9982
- 2011 - V - Musique de chambre pour harpe - Valérie Milot, Antoine Bareil, Jocelyne Roy, François Vallières et Raphaël Dubé - Analekta AN 2 9985
- 2011 - Old Friends - Hommage à Simon & Garfunkel - Valérie Milot, Antoine Bareil, Marjolaine Goulet, Christian Prévost et Dominic Girard - Analekta AN 2 98836
- 2009 - Révélation - Valérie Milot - Analekta AN 2 9974

## Prix et honneurs
- 2013 - Grands Prix culturels de la ville de Trois-Rivières, Prix Trois-Rivières sans frontière
- 2009 - Prix Opus, Découverte de l'année
- 2009 - Grands Prix culturels de la ville de Trois-Rivières, Prix des arts de la scène Louis-Philippe-Poisson
- 2008 - Conservatoire de musique de Trois-Rivières et Bourse Wilfrid-Pelletier, Prix avec grande distinction
- 2008 - Tremplin International du Concours de musique du Canada, Finaliste
- 2008 - Prix d'Europe[9],[10]
- 2008 - Concours International de harpe de la Cité des Arts de Paris, Prix pour la meilleure interprétation d’une œuvre contemporaine
- 2008 - Radios francophones publiques, Prix Jeune Soliste 2009
- 2007 - Concours OSM Standard Life, Lauréate
- 2007 - Concours OSM Standard Life, Prix de la meilleure interprétation d’une œuvre canadienne (pour Tanzmusik de Glenn Buhr)
- 2006 - Concours de musique du Canada, Lauréate nationale
- 2005 - American Harp Society National Competition, Prix d’interprétation « Salzedo Centennial Fund » (pour la pièce Scintillation de Carlos Salzedo)
- 2004 - Concours de musique Clermont-Pépin, Premier Prix
- 2004 - Concours de musique du Canada, Lauréate nationale